# Шмидт, Густав
Густав Рихард Эрнст Шмидт (нем. Gustav Richard Ernst Schmidt; 24 апреля 1894 — 7 августа 1943) — немецкий генерал вермахта во Второй мировой войне. Покончил с собой 7 августа 1943 года, чтобы избежать советского плена.

## Биография
Родился 24 апреля 1894 года в Карсдорфе (Кверфурт).
С 1913 года в рядах германской армии. С 1914 года воевал на фронтах Первой мировой войны, где дважды был награждён Железным крестом.
6 января 1942 года в звании полковника назначен командиром 19-й танковой дивизии, которой командовал до конца жизни. 1 апреля 1942 года повышен до генерал-лейтенанта. Возможный очевидец похорон советского генерала М. Г. Ефремова под Вязьмой.
В июле 1943 года в этой должности принял участие в Курской битве, где его дивизия в составе 3-го танкового корпуса армейской группы «Кемпф» наносила вспомогательный удар по частям 7-й гвардейской армии генерала М. С. Шумилова, понесла большие потери и не выполнила поставленных задач.

## Гибель
Обстоятельства гибели генерала несколько разнятся по данным разных авторов. Так, по одним данным, 7 августа 1943 года во время Белгородско-Харьковской наступательной операции советских войск попал вместе со штабом 19-й танковой дивизии в окружение в районе деревни Берёзовки. В ходе боя с частями 13-й гвардейской стрелковой дивизии предпочёл покончить жизнь самоубийством, чтобы избежать советского плена.
В мемуарах генерала Г. В. Бакланова это описано так:

Оказалось, что командир 19-й танковой дивизии генерал-лейтенант Шмидт так же, как и я, назначил командный пункт в школе совхоза «Березовский». Наш штаб пришёл туда часа на три раньше и встретил прибывший позже штаб Шмидта.
В ночном поединке двух штабов победу одержал штаб 13-й гвардейской дивизии. В наши руки попали важные документы противника. В их числе оказались докладная записка командира 19-й танковой дивизии генерал-лейтенанта Шмидта Адольфу Гитлеру о ходе наступления и доклад с анализом боевых действий на Курской дуге. Шмидт подробно излагал причины отхода немцев на исходные рубежи.
— Бакланов Г. В. Ветер военных лет. — М., 1977.
По другим данным, это произошло ещё 5 августа, когда колонна штаба 19-й танковой дивизии при отходе была настигнута и разгромлена частями 1-й танковой армии генерала М. Е. Катукова, который разрешил пленным офицерам штаба похоронить своего генерала.
А по мемуарам М. Е. Катукова, это действительно произошло при разгроме колонны немецкого штаба у Томаровки на подступах к Богодухову 5 августа, но генерал Шмидт не застрелился, а был убит в бою осколком.
Трофейные документы, захваченные при разгроме штаба 19-й танковой дивизии, были использованы российским историком В. Н. Замулиным для анализа хода её наступления во время операции «Цитадель».
Генерал-лейтенант Густав Шмидт — один из персонажей в киноэпопее «Освобождение». Его роль исполнил немецкий актёр Ханс-Ульрих Лауффер. По фильму генерал застрелился непосредственно возле полевого командного пункта генерал-фельдмаршала Манштейна после короткого доклада о том, что его 19-я танковая дивизия разбита, что не соответствует действительным событиям.
Возможно, захоронен на сборном кладбище Фольксбунда в селе Россошка Волгоградской области.

## Награды и звания
- Железный крест 2-го класса (15 сентября 1914) (Королевство Пруссия)
- Железный крест 1-го класса (18 октября 1915) (Королевство Пруссия)
- Королевский орден Дома Гогенцоллернов рыцарский крест с мечами (Королевство Пруссия)
- Нагрудный знак «За ранение» (1918) чёрный
- Почётный крест Первой мировой войны 1914/1918 с мечами (1934)
- Пряжка к Железному кресту 2-го класса (21 сентября 1939)
- Пряжка к Железному кресту 1-го класса (2 октября 1939)
- Нагрудный знак «За танковую атаку»
- Медаль «За зимнюю кампанию на Востоке 1941/42»
- Немецкий крест в золоте (22 апреля 1942)
- Рыцарский крест Железного креста с дубовыми листьями
  - рыцарский крест (4 сентября 1940 в звании полковника, командира 74-го пехотного полка[9])
  - дубовые листья (№ 203) (6 марта 1943 в звании генерал-лейтенанта, командира 19-й танковой дивизии[10])